# John Lement Bacon

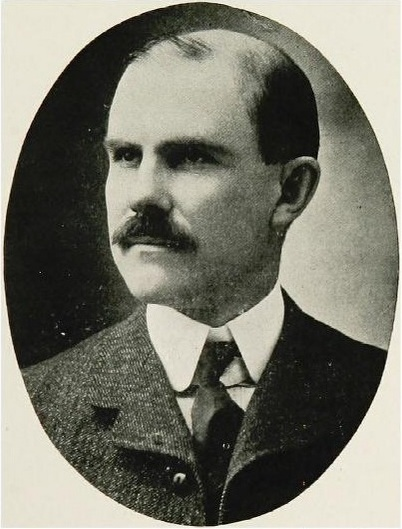
John Lement Bacon

John Lement Bacon (* 18. Juni 1862 in Chelsea, Vermont; † 27. April 1909 in Hartford, Vermont) war ein US-amerikanischer Bankier und Politiker, der von 1898 bis 1906 State Treasurer von Vermont war.

## Leben
John L. Bacon wurde als Sohn von John B. Bacon und Sarah Persis (Morey) Bacon in Chelsea, Vermont geboren. Er besuchte die Chelsea Academy und die Saint Johnsbury Academy, welche er im Jahr 1881 beendete. Anschließend arbeitete er drei Jahre in der First National Bank of Chelsea, dort war sein Vater Präsident der Bank. 1886 zog er nach White River Junction und arbeitete mit bei der Gründung der National Bank als Kassierer.
Als Mitglied der Republikanischen Partei war er von 1884 bis 1885 Treasurer des Orange Countys, von 1891 bis 1889 war er Treasurer der Town Hartford, von 1892 bis 1908 Mitglied des Repräsentantenhauses von Vermont und von 1898 bis 1906 Treasurer von Vermont. Er war als Delegierter Teilnehmer an mehreren Versammlungen der Republikanischen Partei, sowohl auf County-, als auch auf Staats-Ebene.
Bacon war Mitglied der Kongregationalen Kirche und Freimaurer. Er gehörte den Templern, den Shriners und den Odd Fellows an.
Er heiratete 1888 Lizzie (Elizabeth P.) Davis (1862–1953), das Paar hatte zwei Töchter und einen Sohn. Bacon starb am 27. April 1909 in Hartford. Sein Grab befindet sich auf dem Hartford Cemetery.